# Hasta donde llegan tus ojos
 Hasta donde llegan tus ojos es una película de Argentina filmada en colores dirigida por Silvio Fischbein sobre su propio guion escrito en colaboración con Diana Fischbein y Clara Voltes que se estrenó el 23 de febrero de 1995 y que tuvo como actores principales a Arturo Bonín, Inda Ledesma, Emilio Bardi e Isabel Quinteros.

## Sinopsis
En una mansión abandonada conviven un arquitecto exiliado, la exmujer de un hombre acaudalado y varias personas venidas a menos.

## Reparto
- Arturo Bonín
- Inda Ledesma
- Emilio Bardi
- Isabel Quinteros
- Beatriz Thibaudin
- Violeta Naón
- Ariel Casas
- Rafa Tano
- Ricardo CeroneL …vagabundo
- Ricardo Moriello	...	Empleado

## Comentarios
Guillermo Ravashino  en Página 12 escribió:

«Ostenta un raro elemento en el cine argentino de hoy: da la impresión de haber sido desde los sentimientos y no desde una máquina de cálculo.» 

Adrián C. Martínez en La Nación opinó:

«El resultado del film… no consigue dar en el blanco… la historia se enreda en una caótica diversidad de géneros que pasan por la comedia, por el melodrama y por el surrealismo sin hallar nunca ese vigor nutricio que prometía.» 

Diego Lerer en Clarín dijo:

«La película… intenta manejarse narrativamente en el terreno de las alusiones y las metáforas, acertando pocas veces.» 